# جوزی لورن
جوزی لورن (انگلیسی: Josie Loren؛ زادهٔ ۱۹ مارس ۱۹۸۷) یک هنرپیشه اهل ایالات متحده آمریکا است. وی از سال ۲۰۰۶ میلادی تاکنون مشغول فعالیت بوده‌است.
از فیلم‌ها یا برنامه‌های تلویزیونی که وی در آن نقش داشته‌است می‌توان به سریال دختران باشگاه راک ، روانکاو، دوباره ۱۷ اشاره کرد.